# Panagjurište
Panagjurište (búlgaro:Панагюрище) é uma cidade da Bulgária, localizada no distrito de Pazardzhik. A sua população era de 17,959 habitantes segundo o censo de 2010.

## População
| Panagjurište | Panagjurište | Panagjurište | Panagjurište | Panagjurište | Panagjurište | Panagjurište | Panagjurište | Panagjurište | Panagjurište | Panagjurište | Panagjurište | Panagjurište | Panagjurište | Panagjurište | Panagjurište | Panagjurište | Panagjurište | Panagjurište | Panagjurište |
| --- | ------------ | ------------ | ------------ | ------------ | ------------ | ------------ | ------------ | ------------ | ------------ | ------------ | ------------ | ------------ | ------------ | ------------ | ------------ | ------------ | ------------ | ------------ | ------------ |
| Ano | 1887         | 1910         | 1934         | 1946         | 1956         | 1965         | 1975         | 1985         | 1992         | 2001         | 2002         | 2003         | 2004         | 2005         | 2006         | 2007         | 2008         | 2009         | 2010         |
| População |              |              |              | 12,014       | 14,000       | 18,315       | 20,634       | 22,011       | 21,131       | 19,994       | 19,907       | 19,580       | 19,250       | 18,890       | 18,572       | 18,478       | 18,255       | 18,128       | 17,959       |
| Fontes: Instituto Nacional de Estatísticas, „citypopulation.de“, „pop-stat.mashke.org“, Bulgarian Academy of Sciences |              |              |              |              |              |              |              |              |              |              |              |              |              |              |              |              |              |              |              |

## Galeria

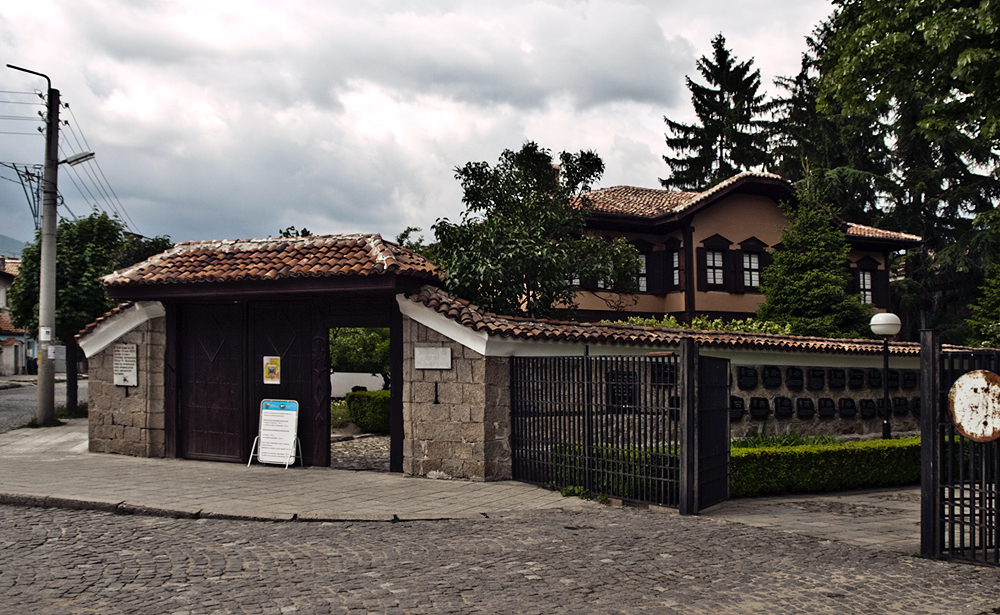
Museu
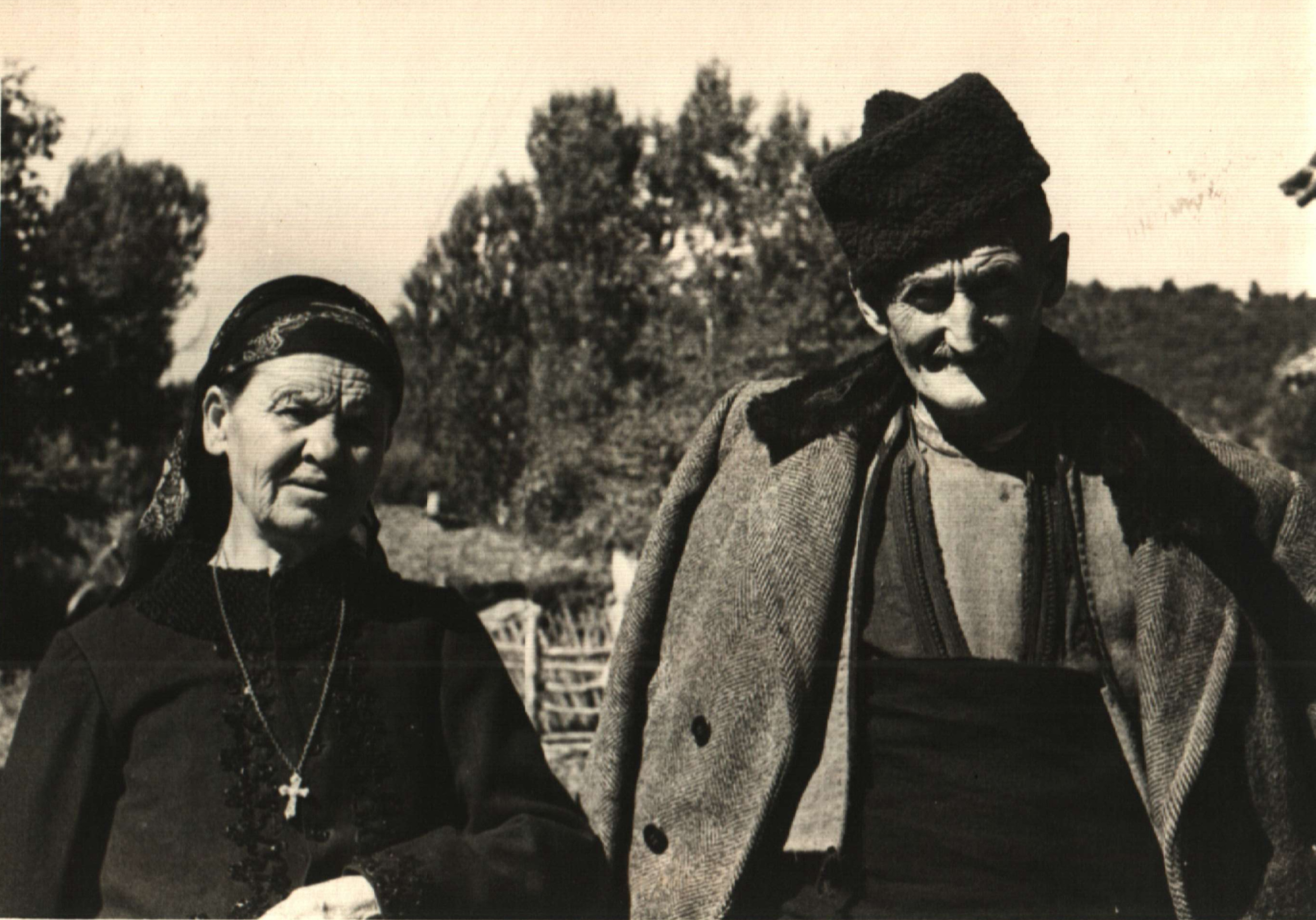
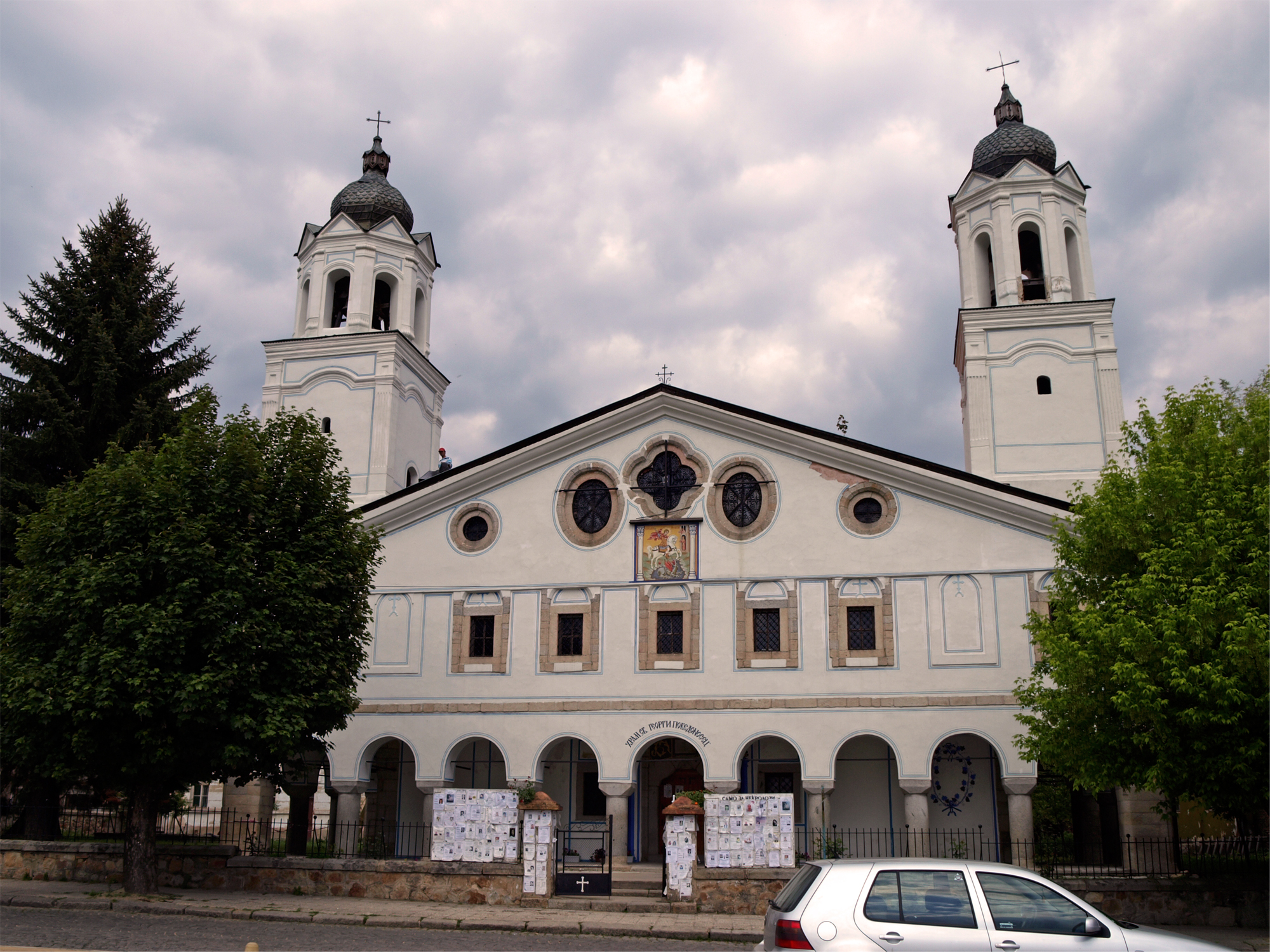
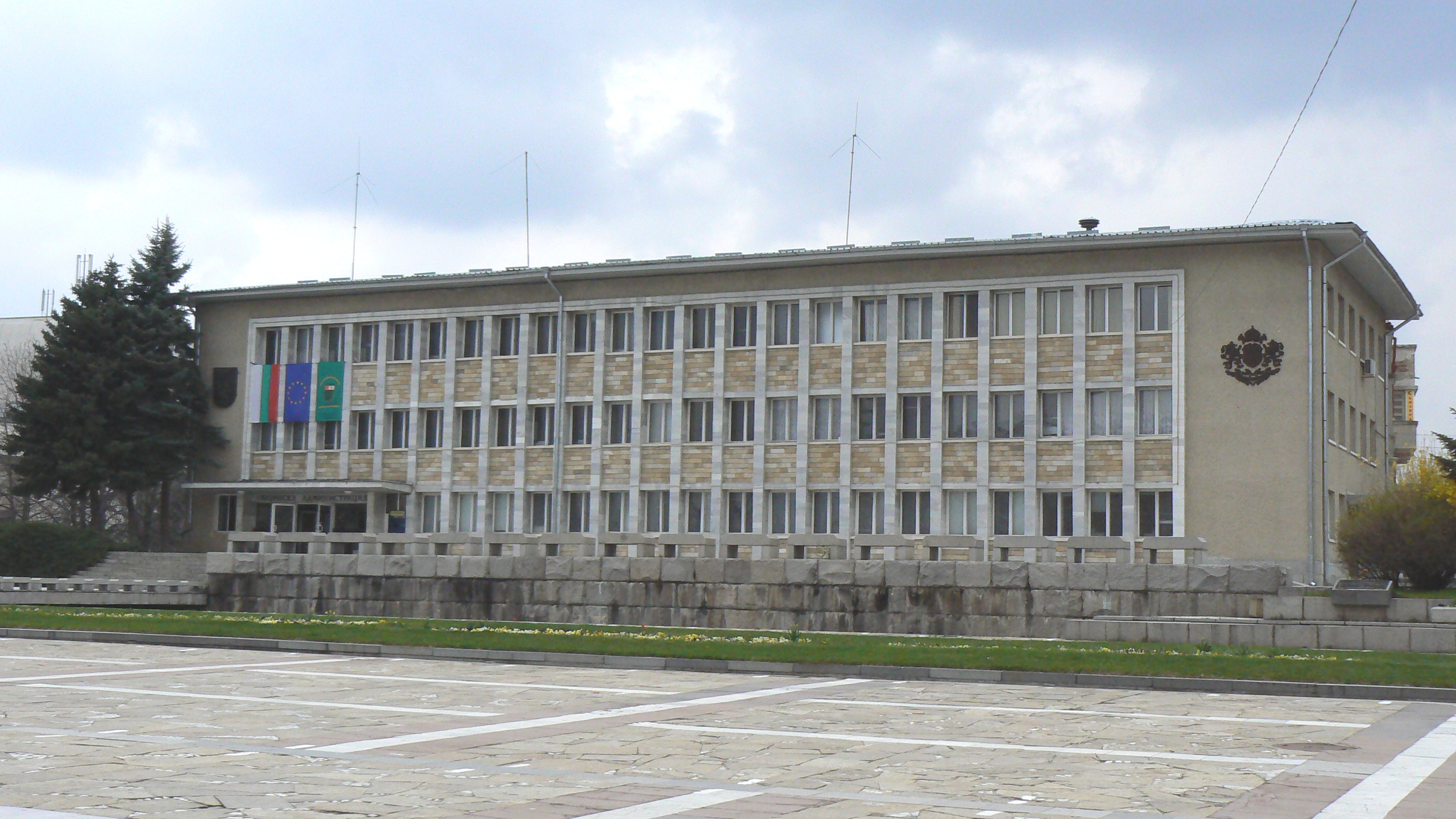